# Wilhelm Weinberg
Wilhelm Weinberg (1862-1937) là bác sĩ người Đức. Ông cùng nhà toán học người Anh Godfrey Harold Hardy phát hiện ra Phương trình Hardy-Weinberg một cách độc lập với nhau. 

## Tiểu sử
Weinberg sinh ra tại Stuttgart và học y học tại Tübingen, Berlin và Munich, nhận bằng MD năm 1886. Anh trở lại Stuttgart tại 1889, nơi ông vẫn điều hành một thực hành lớn với tư cách là bác sĩ phụ khoa và bác sĩ sản khoa cho đến khi ông nghỉ hưu ở Tübingen vài năm trước khi qua đời vào năm 1937. Phần lớn thời gian học tập của ông, ông đã dành thời gian học di truyền học đặc biệt tập trung vào việc áp dụng luật thừa kế cho quần thể.
Những đóng góp bổ sung của Weinberg cho di truyền thống kê bao gồm ước tính đầu tiên về tỷ lệ sinh đôi - Nhận ra rằng cặp song sinh giống hệt nhau sẽ phải cùng giới tính, trong khi sinh đôi bị chóng mặt có thể giống hoặc khác giới, Weinberg đã đưa ra công thức để ước tính tần số của monozygotic và các cặp song sinh bị chóng mặt từ tỷ lệ cùng giới tính và các cặp song sinh khác nhau so với tổng số bà mẹ. Weinberg cũng ước tính rằng khả năng di truyền của sinh đôi gần bằng không.